# Филипп де Коньяк
Филипп де Коньяк (англ. Philip of Cognac, фр. Philippe de Cognac), при рождении Филипп де Фальконбридж или Филипп де Фоконбридж (англ. Philip of Falconbridge; ок. 1175 — ок. 1204) — незаконнорождённый сын Ричарда I Львиное Сердце, короля Англии; сеньор де Коньяк.

## Биография
Незаконный сын английского короля Ричарда I Львиное Сердце, который не оставил законного наследника, но имел много связей на стороне. В 1190 году был благословлён отцом на брак с Амелией де Коньяк.
26 марта 1199 года во время осады замка Шалю-Шаброль (ныне город Шалю), принадлежавшего виконту Лиможа Адемару, погиб отец Филиппа, Ричард Львиное Сердце — король был смертельно ранен арбалетным болтом, выпущенным Пьером Базилем. Согласно «Хронике» Роджера Ховеденского, Филипп поклялся отомстить Адемару и убил его:

Филипп, незаконный сын Короля Ричарда Английского, которому вышеозначенный король, его отец, пожаловал замок и титул Коньяк, убил ранее упомянутого виконта Лиможа в знак мести за своего отца.
Оригинальный текст (англ.)Philip, illegitimate son of King Richard of England, to whom the aforesaid king his father had granted the castle and honour of Cognac, slew the previously mentioned Viscount of Limoges in vengeance for his father.

Других источников, подтверждающих, что Адемар был убит именно Филиппом, нет. Впрочем, трубадур Гираут де Борнель в своём плаче по виконту Planc e sospir полагал, что смерть Адемара была неожиданной.
В Королевских свитках от 1201 года упоминается имя Филиппа, к которому якобы обращался Иоанн Безземельный: «И Филиппу, сыну Короля Ричарда, одну марку в качестве подарка» (лат. Et Philippo f. R. Ricardi 1 m. de dono R., англ. And to Philip, son of King Richard, one mark as a gift). Дальнейшие упоминания в летописях отсутствуют.

## Имя Филиппа де Коньяка в культуре
Уильям Шекспир в своей исторической хронике «Король Иоанн» ввёл персонажа Филиппа де Коньяка под именами Филипп Фоконбридж (Бастард) — по версии Шекспира, матерью Филиппа была леди Фоконбридж, вдова сэра Роберта Фоконбриджа.

Клянусь, когда б рождаться мне вторично,

Я лучшего отца не пожелал бы!

Не злая воля, матушка, тебя

Ввела во грех, и он тебе простится.

Ты сердце, как добычу, отдала

Всепобеждающей любви того,

Кто яростной, неодолимой силой

И льва смирил, кто из груди у льва

Бесстрашно вырвал царственное сердце.

Ему не больших стоило трудов

Осилить сердце женское.
Оригинальный текст (англ.)Now, by this light, were I to get again,

Madam, I would not wish a better father.

Some sins do bear their privilege on earth,

And so doth yours; your fault was not your folly:

Needs must you lay your heart at his dispose,—

Subjected tribute to commanding love,—

Against whose fury and unmatched force

The aweless lion could not wage the fight

Nor keep his princely heart from Richard's hand:

He that perforce robs lions of their hearts

May easily win a woman's.

Однако никаких источников, подтверждающих версию Шекспира, нет. В самой хронике Шекспира Филипп по просьбе своего дяди отправляется на переговоры с французами, где узнаёт, что дофин Людовик собирается продолжать войну с англичанами, и заявляет, что Англия даст решительный отпор захватчикам.

Грозит вам смерть костлявая: сегодня

Ей будут пищей тысячи французов.
Оригинальный текст (англ.)
A bare-ribb'd death, whose office is this day

To feast upon whole thousands of the French.

В фильме «Дочь Робин Гуда: Принцесса воров» 2001 года роль Филиппа де Коньяка исполнил Стивен Мойер — здесь он присоединяется к Робину Гуду и его дочери Гвин, к которой испытывает искренние чувства, в борьбе против Иоанна Безземельного — именно ему должен перейти трон после кончины Ричарда Львиное Сердце. Как и во многих иных произведениях искусства, здесь поддерживается версия историка и философа Джона Мейджора, развитая Вальтером Скоттом, о том, что действие легенд о Робине Гуде происходит как раз в годы правления Ричарда Львиное Сердце.